# Oxytropis splendens
Oxytropis splendens är en ärtväxtart som beskrevs av David Douglas. Oxytropis splendens ingår i släktet klovedlar, och familjen ärtväxter. Inga underarter finns listade i Catalogue of Life.

## Bildgalleri

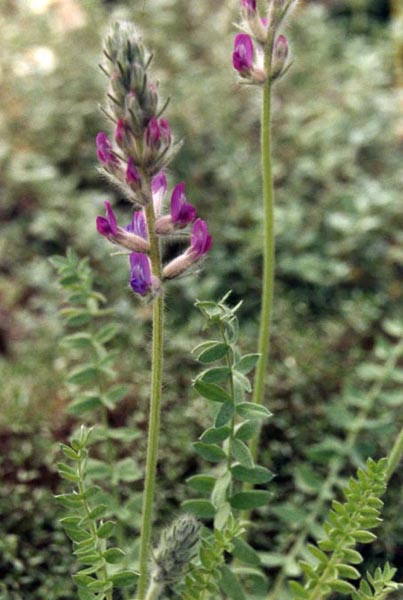
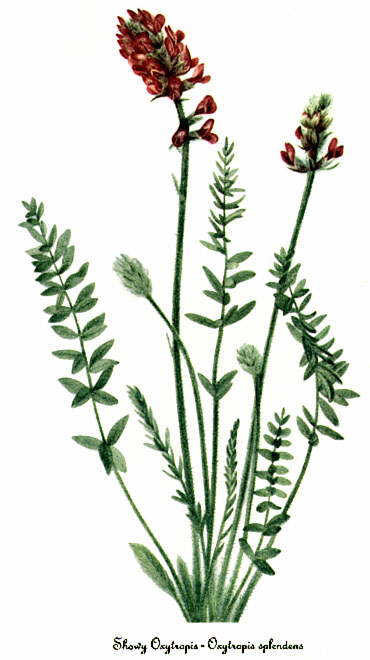